# Ц20
Ц20 (Ц-20, «цешка») — советский ампервольтомметр (мультиметр), один из самых недорогих и популярных в стране приборов этого класса, предназначенный в основном для радиолюбителей. Выпускался с 1957 г. по крайней мере до конца 1980-х гг. без существенных изменений.
Ц20 производили омский завод «Электроточприбор» и житомирский завод «Электроизмеритель». Розничная цена после реформы 1961 года — 19 рублей. Продавался и более дорогой вариант, в комплекте с паяльником.

## Технические характеристики
Прибор Ц20 предназначен для измерения:
- сопротивлений до 500 кОм;
- напряжения постоянного тока до 600 В;
- напряжения переменного тока (50 Гц) до 600 В;
- силы постоянного тока до 750 мА.

Основная погрешность прибора не превосходит ±4 % при измерении тока и напряжения и ±2,5 % при измерении сопротивления. Входное сопротивление на постоянном токе 10 кОм/В, на переменном токе 2 кОм/В. Падение напряжения при измерении тока 0,6 В на всех диапазонах. Время установления показаний не более 4 секунд.
В качестве индикатора используется стрелочный микроамперметр с током полного отклонения стрелки 85 мкА. 
Питание омметра для замера сопротивления до 5 кОм — два элемента ФБС-0,25 (332) по 1,5 В, включенные параллельно. На пределах 50 и 500 кОм дополнительно подключается источник напряжением 4,5 В — одна батарея КБС (3336) или три элемента батареи БАС-80. 
Для измерения напряжения и тока источники питания не требуются.
Размеры прибора 105×195×72 мм, масса 1,3  кг — ранние выпуски 118×208×75 мм, 1,6 кг.
Выпускался в пылезащищённом исполнении, рабочая температура от +10 до +35 °C, влажность до 80 % (при 30° C).
Прибор выпускался первоначально в корпусе из черного карболита, позже из полистирола разных цветов. В 70-е годы дизайн корпуса изменили на более простой, с прямыми углами, и ввели микроамперметр со шкалой большего размера..

## Пределы измерения и шкала Ц20
- сопротивления постоянному току — 5..500 Ом; 0,05..5 кОм; 0,5..50 кОм; 5..500 кОм. На первых трех пределах в качестве источника тока работают два элемента по 1,5 В, включённые параллельно, на четвертом — 4,5-вольтовая батарея.
- переменного напряжения 50 Гц — 0,6..3; 1,5..7,5; 6..30; 30..150; 120..600 В. В ранних вариантах отсутствовал предел 0,6..3 В;
- постоянного напряжения — 0,6; 1,5; 6; 30; 120; 600 В. В ранних вариантах отсутствовал предел 0,6 В;
- постоянного тока — 0,3; 3; 30; 300; 750 мА.

## Ц20-05
В конце 1980-х — начале 1990-х годов в Омске производился ампервольтомметр Ц20-05, тоже относительно недорогой и предназначенный в первую очередь для радиолюбителей. Несмотря на сходство названий, это был совершенно другой прибор, построенный на операционном усилителе. 
За счет этого Ц20-05 имел заметно лучшие характеристики, чем Ц20 (входное сопротивление вольтметра 20 кОм/В по переменному и постоянному току, возможность измерения напряжений до 1000 В, токов до 1 А и сопротивлений до 1 МОм, линейная шкала вольтметра переменного тока и диапазон рабочих частот до 20 кГц). Однако он требовал источника питания для работы во всех режимах.